# 塚崎朝子
塚崎 朝子（つかさき あさこ）は、日本のジャーナリスト。神奈川県立保健福祉大学非常勤講師。東京都世田谷区出身。

## 来歴・人物
国際基督教大学教養学部理学科卒業。筑波大学大学院経営・政策科学研究科修士課程修了。東京医科歯科大学大学院医歯学総合研究科修士課程修了。専門は医療政策学、医療管理学。読売新聞記者を経て、医学・医療、科学・技術分野を中心に執筆多数。

## 主な著書
- 『iPS細胞はいつ患者に届くのか－再生医療のフロンティア』（岩波科学ライブラリー） 2013年
- 『新薬に挑んだ日本人科学者たち－世界の患者を救った創薬の物語』（講談社ブルーバックス） 2013年
- 『いつか罹る病気に備える本－100の病気への不安が軽くなる基礎知識』（講談社ブルーバックス） 2012年
- 『師長力に磨きをかける学びなおしのマネジメント基礎科目国数英』（メディカ出版）　監修・編著 2011年
- 『わかる・使える看護マーケティング超入門』（メディカ出版） 松藤賢二郎と共監修・共編著 2010年
- 『看護のための経営指標　みかた・よみかた超入門』（メディカ出版） 小宮清、松藤賢二郎と共編著 2009年

## テレビ出演
- 2014年2月7日 - 『BSフジLIVE プライムニュース』「STAP＆iPS研究 万能細胞の未来と障壁」（フジテレビ）